# Ascothorax octopterus
Ascothorax octopterus is een kreeftachtigensoort uit de familie van de Ascothoracidae. De wetenschappelijke naam van de soort is voor het eerst geldig gepubliceerd in 1983 door Grygier.